# ペットメス
ペットメス (ドイツ語: Pöttmes) はドイツ連邦共和国バイエルン州シュヴァーベン行政管区のアイヒャッハ＝フリートベルク郡に属す市場町で、ペットメス行政共同体の本部所在地である。

## 地理
ペットメスはアウクスブルク地方のアイヒャッハ＝フリートベルク郡に位置する。歴史上はシュヴァーベンではなく、アルトバイエルンに含まれる。

### 自治体の構成
この町は、公式には33の地区 (Ort) からなる。このうち小集落や孤立農場などを除く集落を以下に列記する。
| - アウ - エーベンリート - エヒスハイム - アイゼルスリート - グリモルツハウゼン - グンデルスドルフ | - ハントツェル - インメンドルフ - キューンハウゼン - オステルツハウゼン - ペルテナウ - ペットメス | - ライヒャーシュタイン - シュネルマンスクロイト - ショーン - シュトゥーベン - ヴィーゼンバッハ |

### 隣接する市町村
ペットメスに隣接する市町村は以下の通り。
アイントリング (AIC)、バール (シュヴァーベン) (AIC)、エーエキルヒェン (ND)、ホレンバッハ (AIC)、ホルツハイム (DON)、インヒェンホーフェン (AIC)、ケーニヒスモース (ND)、キューバッハ (AIC)、ペータースドルフ (AIC)、ライン (DON)、シュローベンハウゼン (ND)、ティーアハウプテン (A)。
 アルファベット順で、かっこ内の略号はそれぞれが属する郡を示す: A アウクスブルク郡、AIC アイヒャッハ＝フリートベルク郡、DON ドナウ＝リース郡、ND ノイブルク＝シュローベンハウゼン郡。

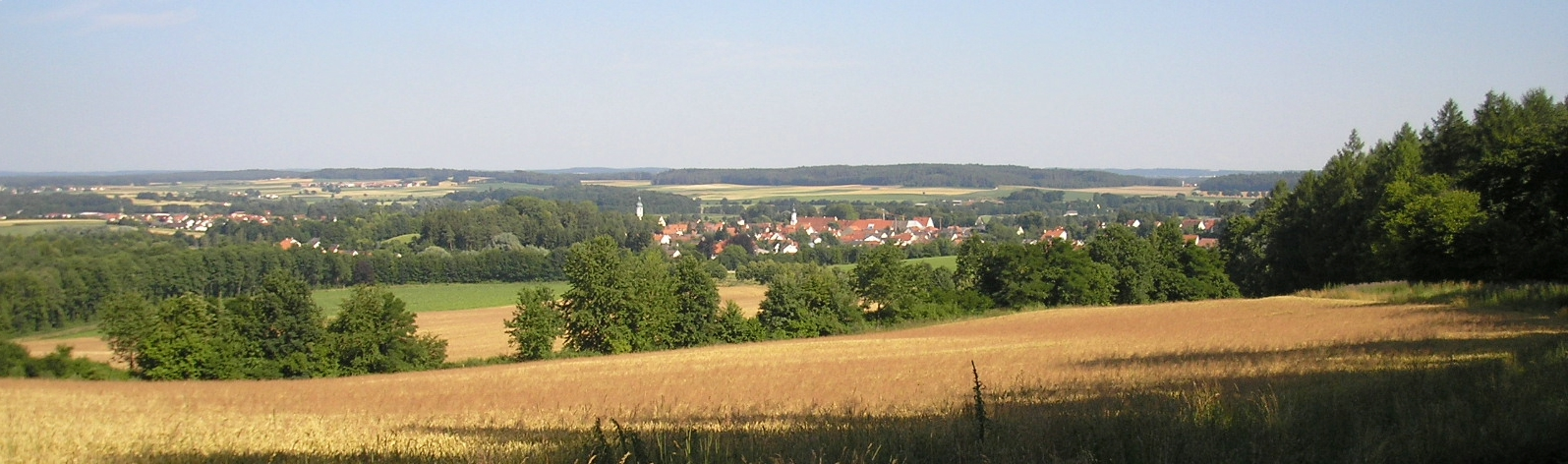
北側から見たペットメスの眺望

## 歴史
ペットメスは1281年からグムペンベルク家の統治下にあった。1324年10月16日、ハインリヒ・フォン・グムペンベルクは皇帝ルートヴィヒ4世からペットメスに対する市場開催権の授与を得た。この町はバイエルン選帝侯領の一部で、国境の町であり重罪刑事法廷が置かれていた。この裁判所は1310年に皇帝ルートヴィヒ4世によって設けられ、1808年のバイエルン王国の司法制度の大改革まで存続した。ペットメスの北に位置する「ガルゲンベルク」（絞首台の山）という地名がこの上級裁判所の名残を現在に伝えている。バイエルンの行政改革に伴う1818年の市町村令によって現在の自治体が成立した。

### 人口推移
- 1970年 5,539人
- 1987年 5,580人
- 2000年 6,117人

## 行政

### 町議会
町議会は第1町長と20人の議員からなる。

### 姉妹都市
- La Haye-Pesnel（フランス、マンシュ県）1980年

## 文化と見所

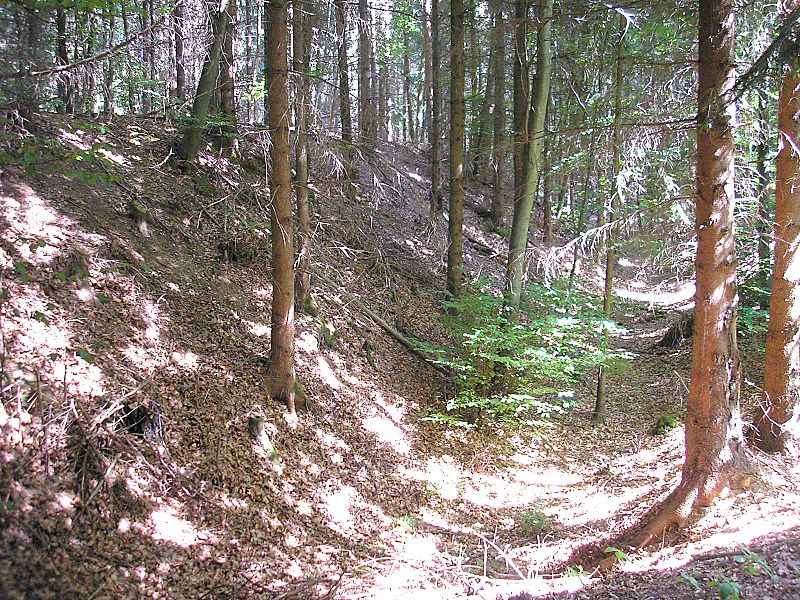
ショルン城趾

### 見所
- 教区教会
- ペットメス城
- ショルン城
- オクゼンクロイツの森の礼拝堂（グムペンベルク）
- マントラハ湖（近郊型保養地）

## 経済と社会資本

### 教育
- 国民学校 1校

## 引用
1. ↑  https://www.statistikdaten.bayern.de/genesis/online?operation=result&code=12411-003r&leerzeilen=false&language=de Genesis-Online-Datenbank des Bayerischen Landesamtes für Statistik Tabelle 12411-003r Fortschreibung des Bevölkerungsstandes: Gemeinden, Stichtag (Einwohnerzahlen auf Grundlage des Zensus 2011)
2. ↑  Bayerische Landesbibliothek Online